# Фронтерас (муниципалитет)
Фронтерас (исп. Fronteras) — муниципалитет в Мексике, штат Сонора, с административным центром в одноимённом посёлке. Численность населения, по данным переписи 2020 года, составила 9041 человек.

## Общие сведения
Название Fronteras с испанского языка — границы, пограничье.
Площадь муниципалитета равна 2616,4 км², что составляет 1,5 % от площади штата, а наиболее высоко расположенное поселение Эль-Текорипа, находится на высоте 1552 метра.
Он граничит с другими муниципалитетами Соноры: на севере с Нако, на востоке с Агуа-Приетой, на юге с Накосари-де-Гарсией, на западе с Бакоачи и Кананеа.

## Учреждение и состав
Муниципалитет был образован 13 мая 1931 года, по данным 2020 года в его состав входит 71 населённый пункт, самые крупные из которых:
| Код INEGI                  | Населённый пункт                                                                              | Численность населения (2005 год) | Численность населения (2010 год) | Численность населения (2020 год) |
| -------------------------- | --------------------------------------------------------------------------------------------- | -------------------------------- | -------------------------------- | -------------------------------- |
| 027                        | Всего                                                                                         | 7470                             | 8639                             | 9041                             |
| 0045                       | Эскеда (исп. Esqueda) 30°43′25″ с. ш. 109°35′20″ з. д.                                        | 5722                             | 6749                             | 7240                             |
| 0001                       | Фронтерас (исп. Fronteras) 30°53′54″ с. ш. 109°33′36″ з. д. (административный центр)          | 738                              | 834                              | 806                              |
| 0096                       | Турикачи (исп. Turicachi) 30°39′44″ с. ш. 109°35′37″ з. д.                                    | 383                              | 477                              | 471                              |
| 0055                       | Километро-Куарента-и-Сьете (исп. Kilómetro Cuarenta y Siete) 30°56′59″ с. ш. 109°32′36″ з. д. | 133                              | 158                              | 96                               |
| 0043                       | Адольфо-Руис-Кортинес (исп. Adolfo Ruíz Cortínez) 30°49′48″ с. ш. 109°34′41″ з. д.            | 81                               | 80                               | 90                               |
| 0040                       | Кукиарачи (исп. Cuquiarachi) 30°52′27″ с. ш. 109°40′12″ з. д.                                 | 114                              | 85                               | 87                               |
| —                          | Прочие                                                                                        | 299                              | 256                              | 251                              |
| Названия на карте Генштаба |                                                                                               |                                  |                                  |                                  |

## Экономическая деятельность
По статистическим данным 2000 года, работоспособное население занято по секторам экономики в следующих пропорциях:
- сельское хозяйство, скотоводство и рыбная ловля — 16,8 %;
- промышленность и строительство — 51,9 %;
- торговля, сферы услуг и туризма — 29,1 %;
- безработные — 2,2 %.

## Инфраструктура
По статистическим данным 2020 года, инфраструктура развита следующим образом:
- электрификация: 98,3 %;
- водоснабжение: 95,4 %;
- водоотведение: 98,6 %.